# صاحب اسب دیوانه (فیلم)
«صاحب اسب دیوانه» (انگلیسی: Chief Crazy Horse (film)) فیلمی در ژانر وسترن به کارگردانی جورج شرمن است که در سال ۱۹۵۵ منتشر شد. از بازیگران آن می‌توان به ویکتور ماتیور، دنیس ویور، جان لوند، کیت لارسن، و ری دانتون اشاره کرد.